# Juan de Dios Coz
Juan de Dios Coz fue un minero y político peruano. Fue dueño de la mina "Noé" ubicada en el distrito de Yanacancha en la provincia de Pasco.
En 1901 fue elegido diputado por la provincia de Pasco. Desempeñó su mandato durante los gobiernos de Eduardo López de Romaña, Manuel Candamo, Serapio Calderón y el primer gobierno de José Pardo y Barreda durante la República Aristocrática.